# Xuân Cẩm
Xuân Cẩm là một xã thuộc tỉnh Bắc Ninh, Việt Nam.

## Địa lý
Xã Xuân Cẩm có vị trí địa lý:
- Phía đông giáp các xã Hiệp Hòa và Yên Trung
- Phía tây giáp xã Đa Phúc, thành phố Hà Nội
- Phía nam giáp các xã Tam Giang và Yên Phong
- Phía bắc giáp các xã Hợp Thịnh.

Xã Xuân Cẩm có diện tích 54,32 km², dân số 73.763 người, mật độ dân số đạt 1.357 người/km².

## Hành chính
Xã Xuân Cẩm được chia thành 5 thôn: Cẩm Bào, Cẩm Hoàng, Cẩm Trung, Cẩm Xuyên, Xuân Biều.

## Lịch sử
Thời Lê, xã Xuân Cẩm có 5 làng: Cẩm Trung, Cẩm Bào, Xuân Biều, Cẩm Xuyên, Cẩm Hoàng.
Năm 1930–1945, tổng Cẩm Bào thuộc huyện Hiệp Hòa (tức là xã Mai Trung và xã Xuân Cẩm ngày nay).
Trước năm 1945, xã Mai Trung thuộc tổng Cẩm Bào, huyện Hiệp Hòa (bao gồm 2 xã: Xuân Cẩm, Mai Trung và thôn Trung Tâm xã Hợp Thịnh ngày nay).
Ngày 20 tháng 12 năm 1945, thành lập xã Trung Nghĩa trên cơ sở tổng Cẩm Bào (tức là xã Mai Trung và xã Xuân Cẩm ngày nay).
Xã Trung Nghĩa có 8 thôn: Trung Định, Mai Phong, Cẩm Bào, Cẩm Trung, Cẩm Trang, Cẩm Xuyên, Cẩm Hoàng, Xuân Biều.
Tháng 10 năm 1954, xã Trung Nghĩa được chia thành xã Xuân Cẩm và xã Mai Trung.
Xã Mai Trung có 6 thôn: Cẩm Trang, Mai Phong, Trung Hòa, Trung Hưng, Xuân Giang, Xuân Hòa.
Năm 1988, chia thôn Nội Xuân thành thôn Xuân Hòa và thôn Nội Quan.
Ngày 16 tháng 6 năm 2025, Ủy ban Thường vụ Quốc hội ban hành Nghị quyết số 1658/NQ-UBTVQH15 của UBTVQH về việc sắp xếp các đơn vị hành chính cấp xã của tỉnh Bắc Ninh năm 2025. Theo đó, sắp xếp toàn bộ diện tích tự nhiên, quy mô dân số của thị trấn Bắc Lý và các xã Hương Lâm, Mai Đình, Châu Minh, Xuân Cẩm thành xã mới có tên gọi là xã Xuân Cẩm.

## Văn hóa
- Lăng họ Ngô, còn gọi là Lăng đá đã được nhà nước xếp hạng di tích. Lăng được xây dựng vào thế kỷ XVIII, do tướng công Ngô Đình Hoành cho xây dựng. Lăng được xây dựng hầu hết bằng chất liệu đá ong, nghệ thuật kiến trúc hoàn chỉnh, tường vây, mộ tượng vẫn giữ vẻ cổ kính uy nghi, trầm mặc cho đến ngày nay.
- Đình cổ Xuân Biều
- Chùa Xuân Biều
- Di tích An toàn khu ATK thời chống Pháp.

Danh hiệu: Anh hùng lực lượng vũ trang nhân dân (tháng 12/2003).